# Новодвинск
Новодви́нск — город на севере Архангельской области. Административный центр административно-территориальной единицы в статусе города областного значения и муниципального образования в статусе городского округа Новодвинск.
Распоряжением Правительства РФ от 29 июля 2014 года № 1398-р «Об утверждении перечня моногородов» муниципальное образование Новодвинск включено в категорию «Монопрофильные муниципальные образования Российской Федерации (моногорода), в которых имеются риски ухудшения социально-экономического положения».

## География
Город расположен на левом берегу протоки Мечка-Полой реки Северной Двины, в 8,5 км от железнодорожной станции Исакогорка, в 10 км от федеральной автодороги М8 «Холмогоры», в 20 км к югу от Архангельска (по автодороге 27 км), в 48 км от села Холмогоры.

## История
В 1924 году брат и сестра Карельские из деревни Захарово основали коммуну «Красная заря», построив два дома в безлюдном местечке на левом берегу протоки Мечка-Полой реки Северной Двины.
7 апреля 1935 года здесь началось строительство сульфит-целлюлозного комбината, названное Архбумстроем. 1 мая 1938 года было решено создать лагерь для осуждённых Мечкострой в составе Архлага для использования труда заключённых в строительстве. Указом Президиума Верховного Совета РСФСР от 26 апреля 1941 года населённый пункт имени Ворошилова при строительстве получил свой первый официальный статус, был отнесён к категории рабочих посёлков и назван Ворошиловским, так как построенный в 1940 году комбинат уже с 1936 года носил имя К. Е. Ворошилова.
В 1957 году посёлок Ворошиловский Исакогорского района города Архангельска был переименован в посёлок Первомайский.
В 1977 году численность жителей посёлка приблизилась к 50 000 человек. Указом Президиума Верховного Совета РСФСР от 24 ноября 1977 года посёлок городского типа Первомайский получил статус города областного подчинения и назван Новодвинском. 24 ноября принято считать днем рождения города.

## Климат
Город Новодвинск приравнен к районам Крайнего Севера.
Климат схож с климатом близко расположенного города Архангельска, однако имеет более континентальные черты

## Официальная символика
Герб Новодвинска
Герб города Новодвинска утверждён советом депутатов муниципального образования город Новодвинск третьего созыва от 22 февраля 2007 года решением № 105.
Геральдическое описание герба гласит: «В серебряном поле с волнистой лазоревой оконечностью зелёная снежинка о шести длинных подобных еловым ветвям лучах, перемежающихся шестью же короткими заострёнными лучами. В вольной части — герб Архангельской области. Щит увенчан муниципальной короной установленного образца».
Флаг Новодвинска
Флаг города утверждён советом депутатов муниципального образования город Новодвинск третьего созыва от 22 февраля 2007 года решением № 105.
Описание флага муниципального образования город Новодвинск гласит: «Прямоугольное полотнище с отношением ширины к длине 2:3, воспроизводящее композицию герба муниципального образования „город Новодвинск“ в белом, синем и зелёном цветах».
Автор герба и флага: Олег Алиев (Свириденко), г. Вологда.

## Состав муниципального образования
В соответствии с областным законом «О статусе и границах территорий муниципальных образований в Архангельской области» в редакции от 7 июля 2011 года в границы муниципального образования город Новодвинск входят:
- город Новодвинск;
- деревня Павлово.

В предыдущих редакциях областного закона, принятых до 15 февраля 2010 года, в границы муниципального образования также входили территории земельного участка «Коммуна».
Площадь территории муниципального образования по данным на 1 января 2010 года составляет 41 км², в том числе:
- застроенные земли: 9,94 км²;
- сельскохозяйственные угодья муниципального образования: 3,55 км²;
- лесные угодья: 14,15 км²;
- водоемы: 0,51 км².

## Органы местного самоуправления
В соответствии с Уставом муниципального образования город Новодвинск органы местного самоуправления имеют следующую структуру:
- городской совет депутатов муниципального образования город Новодвинск;
- глава муниципального образования город Новодвинск;
- администрация муниципального образования город Новодвинск;
- ревизионная комиссия муниципального образования город Новодвинск.

## Состав городского округа
| № | Населённый пункт | Тип населённого пункта        | Население |
| - | ---------------- | ----------------------------- | --------- |
| 1 | Новодвинск       | город, административный центр | ↘32 826   |
| 2 | Павлово          | деревня                       |           |

## Население
| 1959    | 1970    | 1979    | 1986    | 1987    | 1989    | 1995    | 1996    | 1997    |
| ------- | ------- | ------- | ------- | ------- | ------- | ------- | ------- | ------- |
| 16 341  | ↗34 192 | ↗47 764 | ↗50 000 | →50 000 | ↗50 183 | ↘49 500 | ↘49 400 | ↘49 200 |
| 1998    | 2000    | 2002    | 2003    | 2005    | 2006    | 2007    | 2008    | 2009    |
| ↘49 100 | ↘49 000 | ↘43 383 | ↗43 400 | ↘42 900 | ↘42 500 | ↘42 300 | ↘42 200 | ↘42 004 |
| 2010    | 2011    | 2012    | 2013    | 2014    | 2015    | 2016    | 2017    | 2018    |
| ↘40 615 | ↘40 574 | ↘40 288 | ↘39 937 | ↘39 613 | ↘39 222 | ↘38 906 | ↘38 735 | ↘38 434 |
| 2019    | 2020    | 2021    | 2023    |         |         |         |         |         |
| ↘38 082 | ↘37 699 | ↘33 294 | ↘32 826 |         |         |         |         |         |

На 1 января 2025 года по численности населения город находился на 469-м месте из 1124 городов Российской Федерации.
| 1959    | 1970    | 1979    | 1986    | 1987    | 1989    | 1995    | 1996    | 1997    |
| ------- | ------- | ------- | ------- | ------- | ------- | ------- | ------- | ------- |
| 16 341  | ↗34 192 | ↗47 764 | ↗50 000 | →50 000 | ↗50 183 | ↘49 500 | ↘49 400 | ↘49 200 |
| 1998    | 2000    | 2002    | 2003    | 2005    | 2006    | 2007    | 2008    | 2009    |
| ↘49 100 | ↘49 000 | ↘43 383 | ↗43 400 | ↘42 900 | ↘42 500 | ↘42 300 | ↘42 200 | ↘42 004 |
| 2010    | 2011    | 2012    | 2013    | 2014    | 2015    | 2016    | 2017    | 2018    |
| ↘40 615 | ↘40 574 | ↘40 288 | ↘39 937 | ↘39 613 | ↘39 222 | ↘38 906 | ↘38 735 | ↘38 434 |
| 2019    | 2020    | 2021    | 2023    |         |         |         |         |         |
| ↘38 082 | ↘37 699 | ↘33 294 | ↘32 826 |         |         |         |         |         |

По данным предварительных итогов Всероссийской переписи населения 2010 года на 1 января 2011 года численность городского населения муниципального образования город Новодвинск составила 40 574 человека (3,4 % численности населения области (без учёта Ненецкого автономного округа), уровень безработицы 1,9 %. Среднемесячная начисленная заработная плата по крупным организациям и субъектам среднего предпринимательства за 2010 год составила 18 827 руб. (среднеобластной показатель 21 699 руб.).
По данным администрации муниципального образования город Новодвинск по состоянию на 1 января 2010 года всё население городского округа проживает в городе Новодвинске и составляет 41 851 человека. Население в трудоспособном возрасте 25 597 человек, безработных 748 человек. Среднемесячная зарплата работника 16 821,9 руб.
Национальный состав
По итогам переписи населения 2020 года проживали следующие национальности (национальности менее 0,1 % и другое, см. в сноске к строке «Другие»):
| Национальность | Численность, чел. | Доля     |
| -------------- | ----------------- | -------- |
| Русские        | 30 248            | 90,85 %  |
| Украинцы       | 122               | 0,37 %   |
| Немцы          | 74                | 0,22 %   |
| Белорусы       | 73                | 0,22 %   |
| Цыгане         | 39                | 0,12 %   |
| Чуваши         | 38                | 0,11 %   |
| Азербайджанцы  | 36                | 0,11 %   |
| Другие         | 2664              | 8,00 %   |
| Итого          | 33 294            | 100,00 % |

## Экология
Согласно официальной статистике, по числу некоторых заболеваний, например, щитовидной железы, Новодвинск опережает города области и входит в число наиболее загрязнённых городов страны.

## Улицы и площади города
Первые названия улиц в Ворошиловском появились в 1943 году.
Улицы
- Третьей Пятилетки
- 50-летия Октября (до 1967 года — Центральная)
- Берденникова
- Бумажников
- Ворошилова (до 1974 года — Комсомольская, ранее — Ворошилова)
- Двинская
- Декабристов
- Г. Димитрова
- Добровольского (до 1974 года — Октябрьская)
- Космонавтов
- Ломоносова
- Малая Новая
- Мельникова (ранее — Профсоюзная)
- Мира
- Новая
- Первомайская (ранее — Овражная)
- Пионерская
- Пролетарская
- Северная
- Советов (до 1974 года — Советская)
- Солнечная
- Строителей
- Уборевича (до 1974 года — улица Свободы)
- Ударников
- Фронтовых Бригад (до 1974 года — улица Первомайская, с 1974 по 1985 года — улица Славы)
- Южная

Площади города
- Комсомольская
- Ленина (первоначально — площадь Сталина)

Исчезнувшие улицы
- Пушкина, Некрасова, Маяковского, Гоголя, Тургенева, Военный городок, Овражная (которая шла от нынешнего въезда в город к школе № 74), Садовая, Суворова, Железнодорожная, Пригородная, Совхозная, Победы

## Образование
Общеобразовательные учреждения:
- средняя общеобразовательная школа № 1;
- средняя общеобразовательная школа № 2 им. В. И. Захарова;
- средняя общеобразовательная школа № 3;
- средняя общеобразовательная школа № 4, реорганизована с переездом в здание СОШ № 8, на её месте открыли детско-юношеский центр;
- средняя общеобразовательная школа № 6;
- средняя общеобразовательная школа № 7;
- средняя общеобразовательная школа № 8, была реорганизована, путём объединения со средней общеобразовательной школой № 4 с сохранением наименования МОУ «СОШ № 4». Структурные подразделения: центр психолого-педагогической реабилитации и коррекции — центр «Гармония», детский сад;
- Новодвинская гимназия.

Учреждения дошкольного образования:
- центр развития ребёнка — детский сад № 10 «Веночек»;
- детский сад № 12 «Солнышко»;
- детский сад № 13 «Березка»;
- детский сад № 14 «Родничок»;
- ЦРР — детский сад № 17 «Малыш»;
- детский сад «Лесовичок»;
- детский сад «Радуга»;
- детский сад «Чебурашка».
- детский сад «Цветик-семицветик» (Был закрыт)

Учреждения дополнительного образования:
- детско-юношеский центр (был реорганизован, путём объединения с домом детского творчества с сохранением наименования МОУ ДО «ДДТ»);
- детско-юношеская спортивная школа;
- дом детского творчества;
- Школа искусств.

Профессиональные образовательные учреждения:
- Новодвинский индустриальный техникум.
- дом молодёжи

## Экономика
Ведущие предприятия города:
- Архангельский ЦБК;
- завод железобетонных изделий;
- Архангельский фанерный завод.

Объём отгруженных товаров собственного производства, выполненных работ и услуг собственными силами по обрабатывающим производствам за 2009 год составил 13,43 млрд рублей.

## Транспорт города
Через Новодвинск проходит трасса Архангельск — Исакогорка — Новодвинск — Кехта — Холмогоры, она следует по центральным улицам Мира, Третьей пятилетки, 50-летия Октября, Фронтовых бригад.
Ранее в Новодвинске действовало до 4 городских автобусных маршрутов. В настоящее время остался лишь один из них, № 1 Центральная проходная АО «АЦБК» — Проходная 3-й очереди АО «АЦБК». В 2011 году перевозки по маршруту были приостановлены. Вплоть до сентября 2020 года, когда начал действовать контракт, заключённый администрацией города с перевозчиком по итогам конкурса, проведённого в августе, маршрутом официально могли пользоваться только работники АЦБК и АФЗ.
Несмотря на существование городского автобусного сообщения, большую часть пассажиров перевозят пригородные и межмуниципальные маршруты, проходящие по центральным улицам города:
- 144 г. Новодвинск (берег) — г. Архангельск (МРВ);
- 144э г. Новодвинск (берег) — г. Архангельск (МРВ) («э» — экспресс; версия маршрута 144 с остановками только в Архангельске и Новодвинске, перевозки осуществляются микроавтобусами);
- 145 г. Новодвинск (берег) — остров Краснофлотский — Архангельск (автовокзал);
- 260 г. Новодвинск (ул. Уборевича) — пос. Турдеево;
- 262 г. Новодвинск (ул. Димитрова) — дер. Григоровская;
- 265 г. Новодвинск (ул. Димитрова) — дер. Негино с заездом в СНТ «Зори Севера»;
- 267 г. Новодвинск (ул. Уборевича) — Муниципальное кладбище;
- 524 г. Архангельск (автовокзал) — г. Новодвинск — с. Холмогоры, в период паводка автобус ходит до дер. Анашкино.

В городе работают несколько служб такси.

## Средства массовой информации города
- газета «Бумажник»;
- газета «Новодвинский рабочий»;
- телекомпания «Норд-ТВ», вещающая на канале Регион 29;
- рекламная газета «Рейтинг»;
- рекламная газета «Весточка»;

## Спортивные сооружения
- спорткомбинат «Двина»;
- детско-юношеская спортивная школа;
- бассейн «Водолей»;
- стрелковый тир (центр олимпийского резерва «Поморье»);
- конно-спортивный клуб «Чародей»;

## Культура
- Новодвинский ГКЦ, расположен на Комсомольской площади;
- дворец культуры (ул. Фронтовых бригад);
- Кинотеатр «Дружба» на пересечении ул. 50-летия Октября и ул. Космонавтов.
- МУК «Новодвинска централизованная библиотечная система»

## Религия
- Церковь Сошествия Святого Духа на пересечении улиц Мира и 3-й Пятилетки.
- Церковь Покрова Божией Матери.

## Достопримечательности
- Центральная аллея по улице 50-летия Октября.
- Парк на берегу протоки Мечка-Полой реки Северной Двины.